# West Springfield (Massachusetts)
West Springfield è un comune degli Stati Uniti d'America facente parte della contea di Hampden nello stato del Massachusetts.